# 斯捷潘·托马斯
斯捷潘·托马斯（1976年3月6日—），克罗地亚男子足球运动员，场上位置是中后卫。他曾代表克罗地亚参加2002年和2006年国际足联世界杯，及2004年欧洲足球锦标赛。